# Italma
L'Italma, nome derivato da Italiano Alluminio Magnesio, è una delle leghe usate in Italia dalla Zecca per la coniazione delle monete a partire dal 1946. La lega è stata utilizzata per le monete da 1, 2, 5 e 10 lire italiane, lire vaticane e lire sammarinesi.
L'Italma è composto dal 962‰ di alluminio, dal 35‰ di magnesio, e dal 3‰ di manganese.